# Hendrik van den Bergh
Hendrik van den Bergh (Bremen, 1573 – 22 mei 1638), heer van Stevensweert en markgraaf van Bergen op Zoom, was een Nederlands militair in Spaanse dienst tijdens de Tachtigjarige Oorlog. Hij was stadhouder van Spaans Opper-Gelre voor de koning van Spanje, maar koos later tijdens die functie de kant van de Staten-Generaal.

## Leven
Hendrik was de zevende zoon van graaf Willem IV van den Bergh en Maria van Nassau, een zuster van prins Willem van Oranje. Hij was dus een volle neef van Frederik Hendrik van Oranje. Als al zijn broers maakte hij carrière in Spaanse dienst. Hij streed onder meer bij Gulik, bij de inval van de Veluwe van 1624, bij de belegeringen van Breda, Grol en in 1629 's-Hertogenbosch, waar hij de inname door prins Frederik Hendrik niet kon verhinderen, en tijdens de inval van de Veluwe van 1629. Onder Ambrogio Spinola onderscheidde hij zich zo, dat hij na het Twaalfjarig Bestand in het leger van Albrecht en Isabella de op een na hoogste commandant werd.
Hierdoor werd hij de leider van de met name adellijke partij die ontevreden was met de overheersende Spaanse invloed in de Zuidelijke Nederlanden. Hij onderhandelde met René van Renesse en Frederik Hendrik over het verdelingsplan Van den Bergh en Warfusée en schaarde zich door omkoping in 1632 aan de zijde van de stadhouder. In diens veldtocht langs de Maas speelde hij Roermond en Venlo in Staatse handen; in 1633 werd hij openlijk lid van het Staatse leger, wat bij zijn volgelingen weinig navolging vond.
Vanaf 1636 resideerde hij in Elburg. Hij stierf in 1638.

## Huwelijken en kinderen
Hendrik huwde in 1612 met Margaretha van Wittem van Beersel (1582-1627), dochter van Johan van Wittem en Maria Margaretha van Merode. Uit dit huwelijk werden twee kinderen geboren:
- Maria Elisabeth II van den Bergh (1613-1671), markiezin van Bergen op Zoom, gehuwd met Eitel Frederik V van Hohenzollern-Hechingen
- Herman Oswald van den Bergh (1614-1622)

Hendrik hertrouwde in 1629 met Hiëronyma Catharina gravin van Spaur-Flavon (1600-1683), dochter van George Frederik van Spaur-Flavon. Uit dit huwelijk werden geboren:
- Elisabeth Catharina van den Bergh (1632-1681), gehuwd met Johan IV van Hohenrechberg-Aichen (alias Hans van Rechberg)
- Amalia Lucia van den Bergh (1633-1711), gehuwd met Paul Jacob van Waldburg-Zeil
- Maria Agnes van den Bergh, kloosterlinge
- Anna Carolina van den Bergh, kloosterlinge
- Wilhelmina Juliana van den Bergh (1638-1714), gehuwd met Bernhard van Sayn-Wittgenstein] (1620-1675) en met Karel Eugenius van Croÿ

Voor zijn eerste huwelijk verwekte hij nog de volgende buitenechtelijke kinderen bij een andere vrouw:
- Anna Maria Elisabeth van den Bergh (1600-1653), gehuwd met Bernard Albrecht van Limburg Stirum en Bronkhorst de zoon van Joost van Limburg Stirum.
- Herman Frederik van den Bergh (1600-1669), gehuwd met Josina van Löwenstein-Wertheim (praalgraf in de Sint-Servaasbasiliek in Maastricht).

## Voorouders
| Voorouders van Hendrik van den Bergh (1573-1638) | Voorouders van Hendrik van den Bergh (1573-1638)                         | Voorouders van Hendrik van den Bergh (1573-1638)                         | Voorouders van Hendrik van den Bergh (1573-1638)                         | Voorouders van Hendrik van den Bergh (1573-1638)                         | Voorouders van Hendrik van den Bergh (1573-1638)                              | Voorouders van Hendrik van den Bergh (1573-1638)                              | Voorouders van Hendrik van den Bergh (1573-1638)                                           | Voorouders van Hendrik van den Bergh (1573-1638)                                           |
| ------------------------------------------------ | ------------------------------------------------------------------------ | ------------------------------------------------------------------------ | ------------------------------------------------------------------------ | ------------------------------------------------------------------------ | ----------------------------------------------------------------------------- | ----------------------------------------------------------------------------- | ------------------------------------------------------------------------------------------ | ------------------------------------------------------------------------------------------ |
| Overgrootouders                                  | Willem III van den Bergh (1468-1511) ∞ Anna van Egmondt (1480–1517)      | Willem III van den Bergh (1468-1511) ∞ Anna van Egmondt (1480–1517)      | ? (-) ∞ ? (-)                                                            | ? (-) ∞ ? (-)                                                            | Johan V van Nassau-Dietz (1455-1516) ∞ 1482 Elisabeth van Hessen (1466-1523)  | Johan V van Nassau-Dietz (1455-1516) ∞ 1482 Elisabeth van Hessen (1466-1523)  | Botho VIII van Stolberg-Wernigerode (1467-1538) ∞ Anna van Eppstein-Königstein (1481-1538) | Botho VIII van Stolberg-Wernigerode (1467-1538) ∞ Anna van Eppstein-Königstein (1481-1538) |
| Grootouders                                      | Oswald II van den Bergh (1508-1546) ∞ Elisabeth van Dorth (1505-1545)    | Oswald II van den Bergh (1508-1546) ∞ Elisabeth van Dorth (1505-1545)    | Oswald II van den Bergh (1508-1546) ∞ Elisabeth van Dorth (1505-1545)    | Oswald II van den Bergh (1508-1546) ∞ Elisabeth van Dorth (1505-1545)    | Willem I van Nassau-Dillenburg (1487-1559) ∞ Juliana van Stolberg (1506-1580) | Willem I van Nassau-Dillenburg (1487-1559) ∞ Juliana van Stolberg (1506-1580) | Willem I van Nassau-Dillenburg (1487-1559) ∞ Juliana van Stolberg (1506-1580)              | Willem I van Nassau-Dillenburg (1487-1559) ∞ Juliana van Stolberg (1506-1580)              |
| Ouders                                           | Willem IV van den Bergh (1537-1568) ∞ Maria van Nassau-Dietz (1539-1599) | Willem IV van den Bergh (1537-1568) ∞ Maria van Nassau-Dietz (1539-1599) | Willem IV van den Bergh (1537-1568) ∞ Maria van Nassau-Dietz (1539-1599) | Willem IV van den Bergh (1537-1568) ∞ Maria van Nassau-Dietz (1539-1599) | Willem IV van den Bergh (1537-1568) ∞ Maria van Nassau-Dietz (1539-1599)      | Willem IV van den Bergh (1537-1568) ∞ Maria van Nassau-Dietz (1539-1599)      | Willem IV van den Bergh (1537-1568) ∞ Maria van Nassau-Dietz (1539-1599)                   | Willem IV van den Bergh (1537-1568) ∞ Maria van Nassau-Dietz (1539-1599)                   |